# Stejari
Stejari est une commune roumaine située dans le județ de Gorj.